# Михайлов, Иван (боксёр)
Иван Михайлов (25 декабря 1944, Сливен) — болгарский боксёр полулёгкой весовой категории, выступал за сборную Болгарии в конце 1960-х — начале 1970-х годов. Бронзовый призёр летних Олимпийских игр в Мехико, дважды бронзовый призёр чемпионатов Европы, участник многих международных турниров и национальных первенств.

## Биография
Иван Михайлов родился 25 декабря 1944 года в Сливене. Первого серьёзного успеха на ринге добился в 1967 году, когда в полулёгком весе выиграл бронзовую медаль чемпионата Европы в Риме. Благодаря череде удачных выступлений удостоился права защищать честь страны на летних Олимпийских играх 1968 года в Мехико — сумел дойти здесь до стадии полуфиналов, после чего со счётом 1:4 проиграл британцу Альберту Робинсону.
Получив бронзовую олимпийскую медаль, Михайлов продолжил выходить на ринг в составе национальной сборной, принимая участие во всех крупнейших международных турнирах. Так, в 1969 году он ездил на чемпионат Европы в Бухарест, откуда привёз ещё одну медаль бронзового достоинства. Позже преодолел квалификацию на Олимпийские игры 1972 года в Мюнхен, где, тем не менее, выступал уже в лёгкой весовой категории и проиграл 1:4 уже в третьем своём матче на турнире венгру Ласло Орбану. Вскоре после этой неудачи Иван Михайлов принял решение завершить карьеру спортсмена, уступив место в сборной молодым болгарским боксёрам.